# Un hombre como vos
Un hombre como vos es el título de una telenovela argentina producida en 1981 por Canal 13, protagonizada por María Valenzuela y Claudio García Satur, junto con Darío Grandinetti, Claudia Cárpena y la primera actriz Malvina Pastorino.

## Guion
La telenovela fue dirigido Carlos Berterreix y fue escrito por Alberto Migré, conocido por estrenar y crear historias como Los que estamos solos (1976), Pablo en nuestra piel (1977), El hombre que yo inventé (1977), Chau, amor mío (1979), Cuando vuelvas a mí (1986), Ella contra mí (1988), Una voz en el teléfono (1990) y entre otros.

## Elenco
- María Valenzuela - Bárbara Ledesma
- Claudio García Satur - Cristóbal Román
- Arturo Bonín - Jacinto Roldán
- Malvina Pastorino[2] - Florencia
- Claudia Cárpena - Luciana Saavedra
- Darío Grandinetti - Artemio
- Alejandra Darín - María José
- Luisa Kuliok - Libertad
- Dora Ferreiro - Gloria
- Nelly Panizza - Verónica
- Mabel Pessen - Catalina «Cata»
- Beatriz Día Quiroga - Cristina
- Stella Maris Closas - Sonia
- Ana María Arias - Amelia
- Horacio Dener - Norberto
- Héctor Fernández Rubio - Emmanuel
- Alberto Bonez - Porfirio
- Francisco Llanos - Margarito
- Juan Peña - Luis Alberto
- Pablo Landeira - Valentín
- Guillermo Rico - Mauro
- Antuco Telesca - Profesor 1
- Mario de Rosa - Profesor 2

## Equipo Técnico
- Historia original - Alberto Migré.
- Dirección - Carlos Berterreix.